# NGC 4242
NGC 4242 ist eine Balken-Spiralgalaxie vom Hubble-Typ SBd im Sternbild Jagdhunde am Nordsternhimmel. Sie ist schätzungsweise 25 Millionen Lichtjahre von der Milchstraße entfernt und hat einen Durchmesser von etwa 35.000 Lj.
Die Typ-IIn(?)-Supernova SN 2002bu wurde hier beobachtet.
Das Objekt wurde am 10. April 1788 von dem Astronomen William Herschel mit Hilfe seines 18,7-Zoll-Teleskops entdeckt.

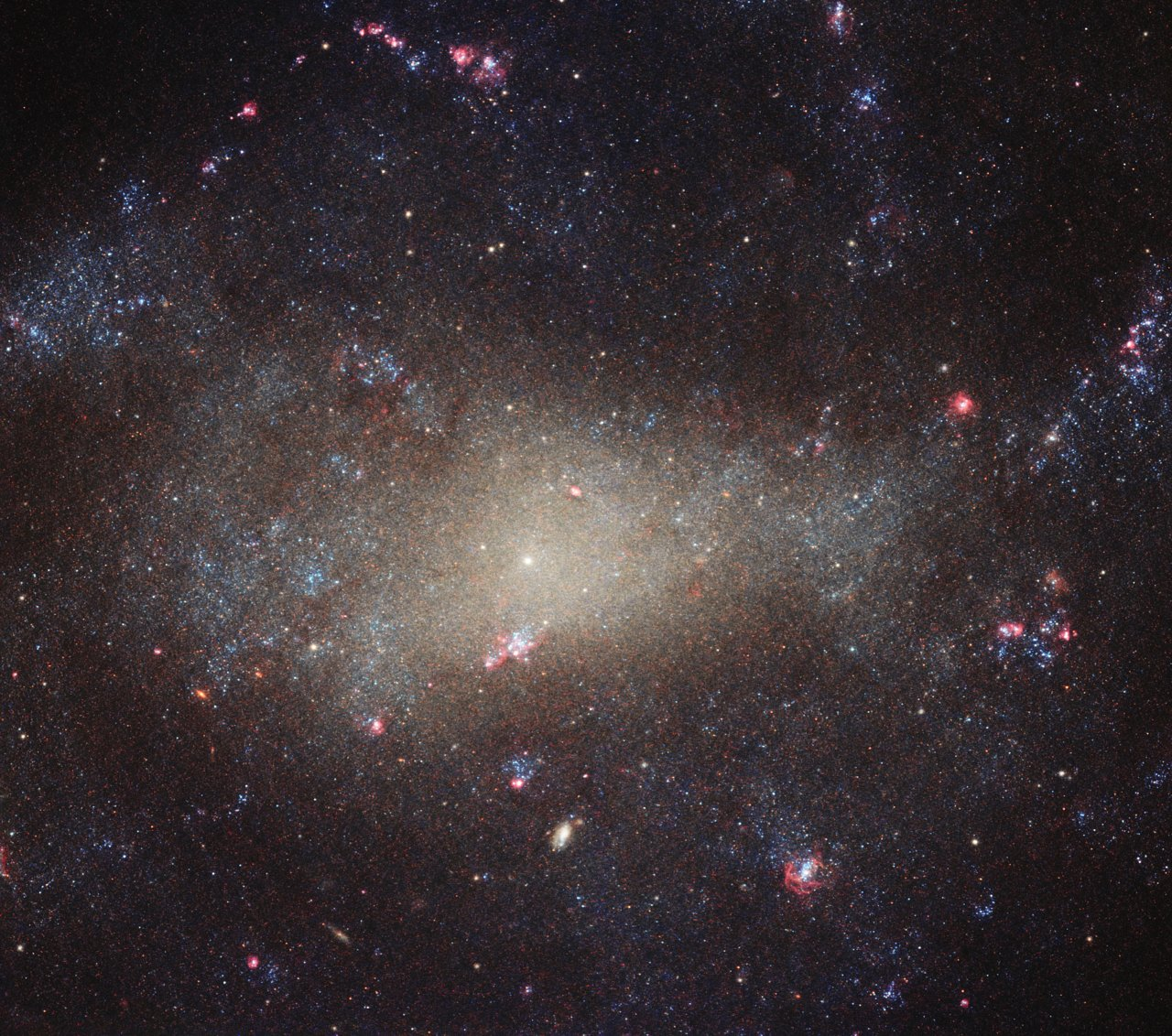
Aufnahme des Hubble-Weltraumteleskops